# Vergonnes
Vergonnes est une ancienne commune française, située dans le département de Maine-et-Loire en région Pays de la Loire. Elle fait partie du canton de Pouancé.
Située sur l'axe Angers - Rennes dessiné par la route départementale 775, Vergonnes est une commune rurale comptant moins de 400 habitants. Son activité est essentiellement agricole, et elle ne possède aucun commerce. Ancienne paroisse remontant au XIe siècle, elle subira les contrecoups de la chouannerie et ne réussira à endiguer son déclin démographique qu'à la fin du XXe siècle.
Depuis le 15 décembre 2016, le territoire appartient à la commune d'Ombrée d'Anjou.

## Géographie

### Localisation
La commune est située dans le Haut-Anjou, à 53 km d'Angers et 7 km de Pouancé, le chef-lieu de canton.

### Accès
Vergonnes était traversée d'est en ouest par la route nationale 775 reliant Châteaubriant à Segré via Pouancé, et qui passait dans le bourg. Cette nationale a été déclassée en route départementale 775 qui dessine l'axe Angers-Rennes, et sa transformation en 2x2 voies lui permet de contourner du bourg.

### Topographie, géologie, relief
Armaillé fait partie de l'unité paysagère du Segréen, et plus particulièrement de la sous-unité paysagère du Pouancéen, qui se caractérise par un paysage vallonné, aux ondulations orientées d'est en ouest où le maillage bocager tend à se densifier au fur et à mesure que l'on descend dans les vallons. D'un point de vue géologique, la totalité de la commune se trouve sur un terrain silurien inférieur, composé de schiste, de minerais de fer et d'argile.
Située sur un haut-plateau avec une altitude moyenne de 103 mètres, elle est bordée au nord par la forêt de Combrée. Le relief descend en pente au sud vers la Verzée et au nord vers l'Araize.

### Climat
La région du Haut-Anjou est caractéristique de la « douceur angevine ». Le climat du Maine-et-Loire étant un climat de transition entre le climat océanique de la côte atlantique et le climat continental de la Touraine, les hivers y sont doux et les étés agréables. À l'arrivée des perturbations venant de l'océan, le Haut-Anjou et Armaillé sont en première ligne. Le nombre de jours avec précipitations y oscille entre 140 et 150 par an.

### Hydrographie
Le ruisseau du Mortier, rejoint par deux autres petits ruisseaux, coule vers le sud de la commune, rejoignant le ruisseau de Fortais qui forme la limite est de la commune avec Combrée. Ces deux ruisseaux se rejoignent au sud de la commune, formant la frontière avec Noëllet, où ils vont rejoindre la Verzée. Au nord, le ruisseau de l'étang Gérard forme la limite nord de la commune avec Chazé-Henry et La Chapelle-Hullin. L'étang Gérard se trouve le long du ruisseau. Plusieurs points d'eau secondaires se trouvent également sur la commune.

## Histoire

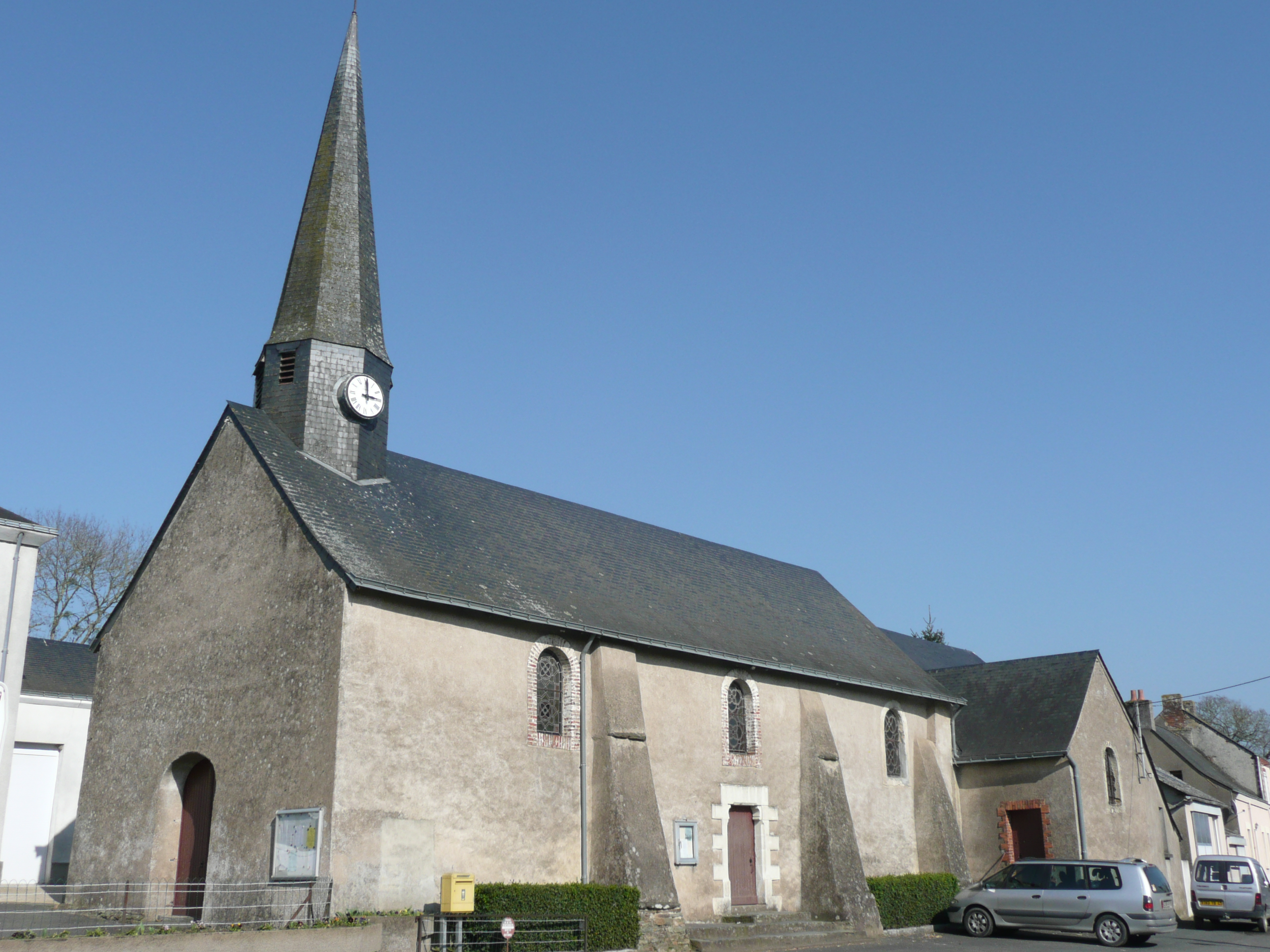
L'église, incendiée pendant la chouannerie.

L'existence de la paroisse est attestée vers le milieu du XIe siècle (connue sous G. miles de Vergona dans le cartulaire du Ronceray). En 1072, on y pris l'engagement de ne pas y nommer d'autres moines que ceux de l'abbaye Saint-Serge d'Angers. Dans le Ier cartulaire de Saint-Serge, la paroisse est nommée Vergona ecclesia. Vers 1120, Renaud de Martigné attribue la paroisse à l'abbaye de Marmoutier avec Saint-Aubin de Pouancé et Chazé-Henry.
Au début du XVIIe siècle, le curé de la paroisse, Robert de Gohier, entretient le registre paroissial et l'illustre de quatre enluminures représentant une Danse des morts, suivi d'extraits de la Danse Macabre de Guyot Marchant de 1478.
En 1795, une colonne républicaine y est prise à partie, au lieu-dit du Bois-Joulain. Elle y perd 50 hommes. L'église est incendiée pendant la chouannerie, et sera reconstruite en 1810.

## Politique et administration

### Administration municipale

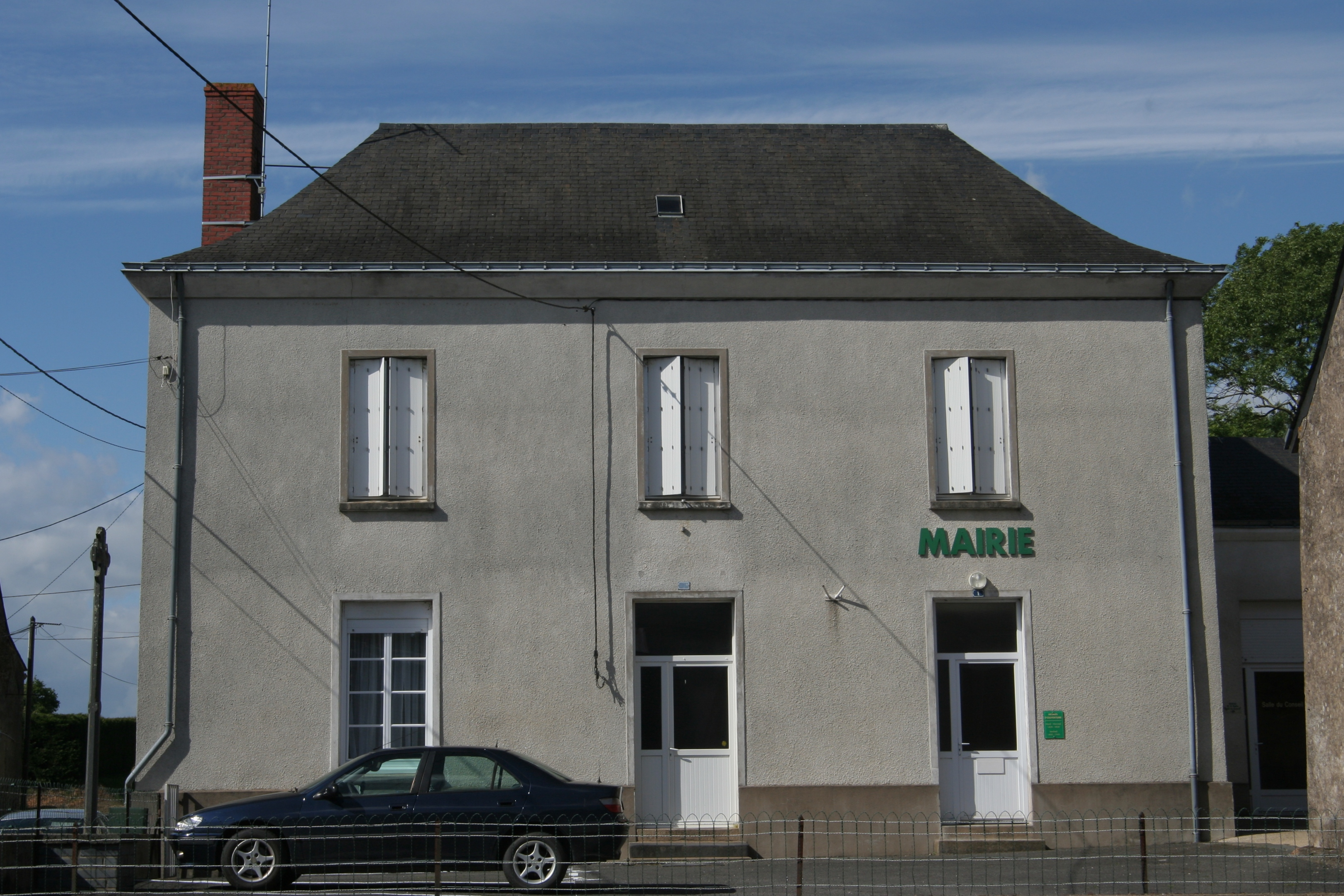
La mairie.

#### Administration actuelle
Depuis le 15 décembre 2016, Vergonnes constitue une commune déléguée au sein de la commune nouvelle d'Ombrée d'Anjou et dispose d'un maire délégué.
| Période                                  | Période  | Identité          | Étiquette | Qualité |
| ---------------------------------------- | -------- | ----------------- | --------- | ------- |
| décembre 2016                            | mai 2020 | Gérard Supiot     |           |         |
| mai 2020                                 | en cours | Didier Chevallier |           |         |
| Les données manquantes sont à compléter. |          |                   |           |         |

#### Administration ancienne
Vergonnes est située dans le canton de Pouancé, arrondissement de Segré, dans le département de Maine-et-Loire. La commune comptant moins de 500 habitants, son conseil municipal est constitué de 11 élus.
| Période                                  | Période       | Identité      | Étiquette | Qualité |
| ---------------------------------------- | ------------- | ------------- | --------- | ------- |
| 1995                                     | 2008          | Henri Chere   | DVD       |         |
| 2008                                     | décembre 2016 | Gérard Supiot | sans      |         |
| Les données manquantes sont à compléter. |               |               |           |         |

### Intercommunalité
La commune adhère, comme les autres communes du canton de Pouancé, à un Syndicat intercommunal à vocation multiple (SIVM) créé en 1966. Celui-ci devient la communauté de communes de la région de Pouancé-Combrée en 1995.

## Démographie

### Évolution démographique
Dans son Dictionnaire Historique, Géographique et Biographique de Maine-et-Loire, Célestin Port livre le compte de la population de Vergonnes sous l'Ancien Régime. La population est exprimée en « feux », c'est-à-dire en foyer de famille. Pour estimer le nombre d'habitants, il faut appliquer un coefficient multiplicateur d'environ 5.
| 1688     | 1700     | 1713     | 1720     | 1732     | 1744     | 1789     |
| -------- | -------- | -------- | -------- | -------- | -------- | -------- |
| 100 feux | 105 feux | 123 feux | 109 feux | 112 feux | 110 feux | 110 feux |

L'évolution du nombre d'habitants est connue à travers les recensements de la population effectués dans la commune depuis 1793. À partir du 1er janvier 2009, les populations légales des communes sont publiées annuellement dans le cadre d'un recensement qui repose désormais sur une collecte d'information annuelle, concernant successivement tous les territoires communaux au cours d'une période de cinq ans. 
Pour les communes de moins de 10 000 habitants, une enquête de recensement portant sur toute la population est réalisée tous les cinq ans, les populations légales des années intermédiaires étant quant à elles estimées par interpolation ou extrapolation. Pour la commune, le premier recensement exhaustif entrant dans le cadre du nouveau dispositif a été réalisé en 2007,.
En 2014, la commune comptait 319 habitants, en évolution de −1,85 % par rapport à 2009 (Maine-et-Loire : +3,3 %, France hors Mayotte : +2,49 %).
| 1793 | 1800 | 1806 | 1821 | 1831 | 1836 | 1841 | 1846 | 1851 |
| ---- | ---- | ---- | ---- | ---- | ---- | ---- | ---- | ---- |
| 494  | 339  | 511  | 426  | 389  | 426  | 398  | 426  | 454  |

| 1856 | 1861 | 1866 | 1872 | 1876 | 1881 | 1886 | 1891 | 1896 |
| ---- | ---- | ---- | ---- | ---- | ---- | ---- | ---- | ---- |
| 461  | 451  | 385  | 441  | 443  | 453  | 466  | 474  | 444  |

| 1901 | 1906 | 1911 | 1921 | 1926 | 1931 | 1936 | 1946 | 1954 |
| ---- | ---- | ---- | ---- | ---- | ---- | ---- | ---- | ---- |
| 439  | 441  | 414  | 372  | 385  | 390  | 386  | 370  | 349  |

| 1962 | 1968 | 1975 | 1982 | 1990 | 1999 | 2006 | 2011 | 2014 |
| ---- | ---- | ---- | ---- | ---- | ---- | ---- | ---- | ---- |
| 359  | 326  | 308  | 287  | 286  | 288  | 302  | 318  | 319  |

### Pyramide des âges
La population de la commune est relativement âgée. Le taux de personnes d'un âge supérieur à 60 ans (22,4 %) est en effet supérieur au taux national (21,6 %) et au taux départemental (21 %).		
À l'instar des répartitions nationale et départementale, la population féminine de la commune est supérieure à la population masculine. Le taux (51,3 %) est du même ordre de grandeur que le taux national (51,6 %).		
La répartition de la population de la commune par tranches d'âge est, en 2007, la suivante :		
- 48,7 % d’hommes (0 à 14 ans = 20,3 %, 15 à 29 ans = 16,2 %, 30 à 44 ans = 20,9 %, 45 à 59 ans = 20,9 %, plus de 60 ans = 21,6 %) ;
- 51,3 % de femmes (0 à 14 ans = 21,8 %, 15 à 29 ans = 19,9 %, 30 à 44 ans = 18,6 %, 45 à 59 ans = 16,7 %, plus de 60 ans = 23,1 %).

| Hommes | Classe d’âge | Femmes |
| ------ | ------------ | ------ |
| 0,0    | 90 ans ou +  | 1,3    |
| 10,1   | 75 à 89 ans  | 6,4    |
| 11,5   | 60 à 74 ans  | 15,4   |
| 20,9   | 45 à 59 ans  | 16,7   |
| 20,9   | 30 à 44 ans  | 18,6   |
| 16,2   | 15 à 29 ans  | 19,9   |
| 20,3   | 0 à 14 ans   | 21,8   |

| Hommes | Classe d’âge | Femmes |
| ------ | ------------ | ------ |
| 0,4    | 90 ans ou +  | 1,2    |
| 6,3    | 75 à 89 ans  | 9,2    |
| 11,8   | 60 à 74 ans  | 13,0   |
| 19,9   | 45 à 59 ans  | 19,4   |
| 20,6   | 30 à 44 ans  | 19,5   |
| 20,3   | 15 à 29 ans  | 19,1   |
| 20,6   | 0 à 14 ans   | 18,6   |

## Économie
Selon l'INSEE, la commune comptait en 2009, hors exploitations agricoles, huite entreprises dont une dans la construction, six dans le commerce, le transport, la réparation automobile et les services divers et une dans l'administration publique, l'enseignement,
la santé et l'action sociale.
On comptait 14 exploitations agricoles en 2000. Le nombre d'exploitations a diminué entre 1988 et 2000, passant de 24 à 14, mais la superficie cultivée a, elle, légèrement augmenté dans cette période, passant de 724 hectares (moyenne 30 hectares par exploitation) à 747 hectares (53 hectares par exploitation). Neuf exploitations élevaient des bovins, le nombre de tête augmentant de 977 à 1 230 entre 1988 et 2000, et sept des volailles, dont le nombre augmente fortement de 286 à 8 049 sur la même période.

## Équipements et services

### Enseignement
Seule une école privée (Saint-Joseph) accueille les enfants de maternelle et primaire. Les collèges se trouvent à Pouancé et les lycées se situent à Segré. Mais l’école a fermé en 2020 à cause d'un nombre trop peu important d’élèves.

### Santé
Il n'y a pas de médecin ni d'infirmier installé à Vergonnes. Les plus proches sont basés à Pouancé, de même que l'hôpital. Les cliniques les plus proches se situent à Segré, de même que le service maternité.

### Autres équipements, commerces et tourisme
La commune dispose pour unique équipement sportif d'un terrain de football. Elle ne possède aucun équipement culturel, et aucun commerce.
Pour le tourisme, la commune est affiliée à l'Office de Tourisme de l'Anjou bleu.

## Lieux et monuments
Le manoir du Grand-Plessis, du XVe siècle et XVIe siècle, conserve encore les vestiges de douves, une porte en accolade ornée d'une fleur de lys, ainsi qu'un escalier et la charpente d'origine.
Deux croix de schistes, très présentes dans le pouancéen et la région de Châteaubriant, sont présentes dans la commune: une du XVIe siècle - XVIIe siècle sur le parvis de l'église, et une croix de chemin datant de 1607.
Le lavoir communal, construit au XIXe siècle, a été réhabilité.

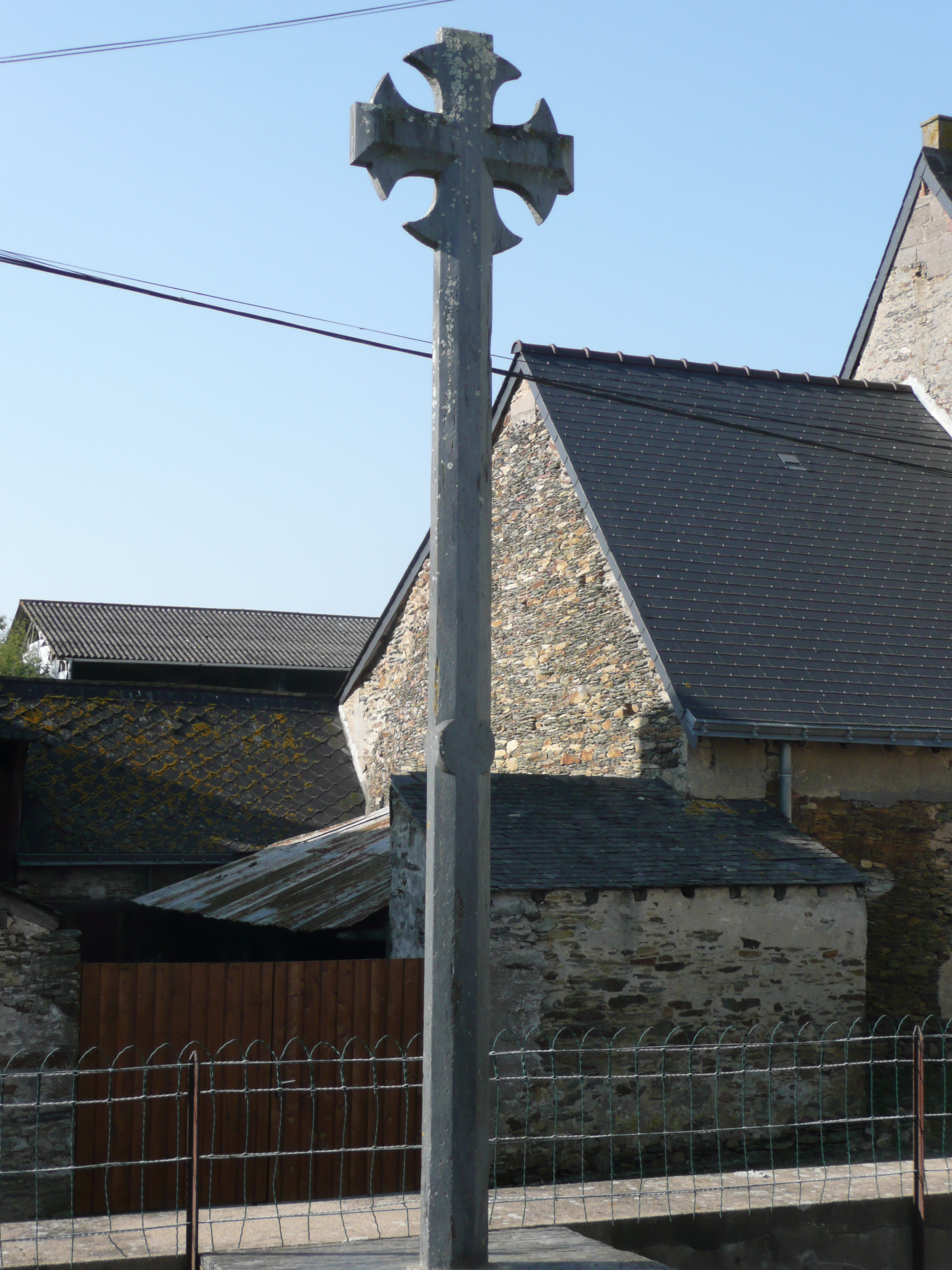
Croix de schiste devant l'église.
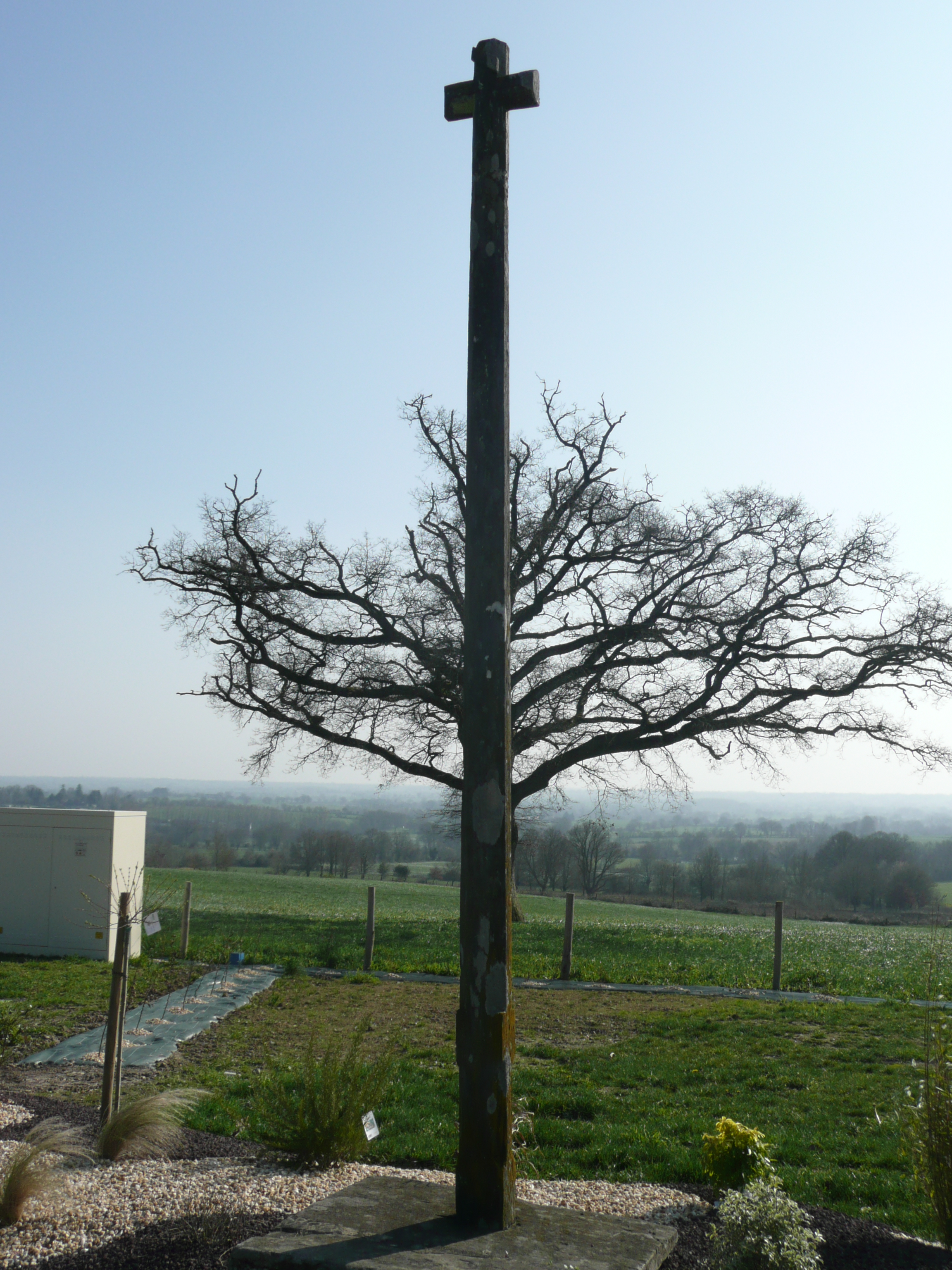
Croix de chemin, en schiste.